# Bruchweiler-Bärenbach
Bruchweiler-Bärenbach település Németországban, Rajna-vidék-Pfalz tartományban. Lakosainak száma 1580 fő (2023. december 31.).

## Népesség
A település népességének változása:
| Lakosok száma | 1545 | 1549 | 1585 | 1573 | 1580 |
|               | 2017 | 2019 | 2021 | 2022 | 2023 |